# Kandlerhof
Kandlerhof ist ein Gemeindeteil der Gemeinde Kollnburg im niederbayerischen Landkreis Regen.

## Lage
Die Einöde Kandlerhof liegt etwa zweieinhalb Kilometer östlich von Kollnburg in der Gemarkung Allersdorf.

## Geschichte
Der Ort gehörte bis zur Auflösung der Gemeinde zu Allersdorf und trug dort die Bezeichnung Hinterberg. Auch nach der Eingemeindung nach Kollnburg wurde der Ort unter dem Gemeindeteilschlüssel 028 bis mindestens 1987 als Hinterberg geführt. Verwechslungsgefahr besteht mit dem Kollnburger Weiler Hinterberg in der Gemarkung Kirchaitnach, dem der Gemeindeteilschlüssel 027 zugeordnet ist. Heute trägt der Ort die Bezeichnung Kandlerhof.